# Estadio Ciudad de La Plata
Het Estadio Ciudad de La Plata is een multifunctioneel stadion in de Argentijnse stad La Plata. Lokaal staat het stadion beter bekend als Estadio Único. Het stadion wordt beheerd door de Argentijnse provincie Buenos Aires.
Het stadion werd geopend op 7 juni 2003 en was destijds een van de modernste stadions van Latijns-Amerika. Club Estudiantes de La Plata heeft het stadion als thuisbasis. Later werd het stadion tijdelijk gesloten voor het inbouwen van meer zitplaatsen, zodat elke toeschouwer kon zitten. Ook een nieuw dak werd geïnstalleerd. 
In 2011 werd het stadion gebruikt in wedstrijden van de Copa América 2011. Onder andere de openingswedstrijd werd in het stadion gespeeld. In hetzelfde jaar werden ook in totaal 300.000 toegangskaarten verkocht.